# Petr Štembera
Petr Štembera (* 1945 Plzeň) je přední český představitel akčního umění a muzejní kurátor.

## Život
Petr Štembera se narodil roku 1945 v Plzni. Po studiu na gymnáziu začal pracovat v Uměleckoprůmyslovém muzeu v Praze, umělecky začal působit jako disident po roce 1970. Ve své umělecké tvorbě se zabýval převážně tématy jako jsou limity lidského těla či jeho vztah k přírodě.
Zároveň pracoval v Uměleckoprůmyslovém muzeu v Praze jako kurátor sbírky plakátů a užité grafiky . Dcery Klára (jméno po svatbě Smetanová) a Zuzana Štemberová.

## Tvorba
K jeho rané tvorbě se řadí intervence v krajině v letech 1970–1971, kdy např. zasahoval do louky filmovými pásy a provazy. Jeho patrně nejvýznamnější landartovou intervencí byla Velká louže, kdy se pokusil zarovnat zatopenou luční plochu do tvaru klínu.
Štemberova pozdější tvorba spíše směřuje k tělesnosti, je mj. známý svým pokusem o naroubování si větvičky keře do paže během akce Štěpování z dubna roku 1975.
Na konci sedmdesátých let se rozhodl spolu s Janem Mlčochem a historikem umění, PhDr. Karlem Milerem svoji činnost ukončit. Důvodem bylo vyčerpání i pocit trapnosti uměle riskantních akcí ve srovnání se skutečným nebezpečím, kterému byli vystaveni signatáři Charty 77. U Petra Štembery důvodem měl být i jeho zájem i o orientální bojová umění.